# Храм Тихвинской иконы Божией Матери в Сущёве
Храм Тихвинской иконы Божией Матери в Новой слободе в Сущёве (что в Новой Слободе) — православный храм в Тверском районе Москвы. Принадлежит к Иверскому благочинию Московской епархии Русской Православной церкви.

## История
Церковь была построена в 1694—1696 годах на окраине столицы, в Сущевской слободе, в 5 верстах от Кремля, в основном на средства московского купца Ивана Федоровича Викторова. В 1710 году северной стороны храма соорудили придел во имя Андрея Первозванного.
В 1812 году храм разграбили французы. В 1825 году стараниями Надежды Васильевны Шепелевой (племянницы светлейшего князя Потёмкина-Таврического), в имении которой находилась церковь, была построена новая колокольня и возведён резной позолоченный иконостас, обновлена церковная утварь. В 1831 году разобрали Андреевский придел, а на его месте возвели новый. К 1850 году с южной стороны храма симметрично пристроили придел в честь иконы Божией Матери «Всех Скорбящих Радость».
В XIX веке в храме служил протоиерей, профессор Владимир Левитский.
В 1902 году церковь перестроили по проекту С. Яковлева, повторное освящение было совершено в октябре-ноябре 1902 года благочинным протоиереем Н. Ф. Вознесенским. В следующем году на средства прихожан Н. Н. Королькова и М. И. Никифорова устроили еще два придела — во имя Святителя Феодосия Черниговского и во имя преподобного Серафима Саровского (освящён 19 июля 1903 года).
В 1935 году храм был ограблен советскими властями, а в 1935 году закрыт. Здание долго стояло пустым и почти не тронутым. В 1966 году в нём был размещён завод «Станкин», к храму сделаны пристройки, а главы снесены.
В 1992 году храм возвращён Русской православной церкви.

## Духовенство
- Протоиерей Владимир Ерёмин
- Иерей Максим Никитский
- Иерей Григорий Гниденко
- Чтец-диакон Дмитрий Тимошенков[3]

## Воскресная школа
24 февраля 2018 года образована детская воскресная школа Тихвинского храма.

## Престолы
- Тихвинской иконы Божией Матери
- Иконы Божией Матери «Всех скорбящих Радость»
- Апостола Андрея Первозванного
- Святого Феодосия Черниговского
- Преподобного Серафима Саровского